# Favorinus auritulus
Favorinus auritulus is een slakkensoort uit de familie van de Facelinidae. De wetenschappelijke naam van de soort is voor het eerst geldig gepubliceerd in 1955 door Er. Marcus.